# Phyllophaga conicariana
Phyllophaga conicariana är en skalbaggsart som beskrevs av Moron 2006. Phyllophaga conicariana ingår i släktet Phyllophaga och familjen Melolonthidae. Inga underarter finns listade i Catalogue of Life.